# Golpe de Estado no Peru em 1930
O Golpe de Estado em Peru de 1930 foi um golpe de Estado propiciado o 22 de agosto de 1930 pelo então tenente coronel EP Luis Miguel Sánchez Cerro, que por um manifesto à nação insurgiu à guarnição de Arequipa, contra o governo ditatorial de Augusto B. Leguía. A rebelião militar propagou-se pelo sul do Peru, estendendo até a capital do país, Lima, onde a guarnição se juntou ao golpe. O resultado do golpe foi exitoso para Sánchez Cerro, quem chegou a Lima o 25 de agosto para tomar o governo do país, enquanto Leguía renunciou à Presidência e foi encarcerado na Penitenciaría de Lima.

## Antecedentes
Após a Primeira Guerra Mundial, o Peru começou a passar por um periodo instabilidade politíca conhecido como Terceiro Militarismo já que havia uma crescente contestação do regime oligarquico liberal vigente na chamada República Aristocrática, porém as instituições do pais como o judiciário e a imprensa eram dominadas pela eltie e o exército era dividido entre faccções ligadas a oligarquia liberal e desenvolvimentistas autoritários. Isso levou ao Golpe de 1919, quando o candidato vitorioso nas urnas Augusto B. Leguía temendo um golpe por parte do judiciário e do congresso ou então das facções oligarquicas do exército deicidiu dar o golpe primeiro. Leguia presidiu um periodo autoritário conhecido como Oncenio, porem após a Grande Depressão a instafiação popular cresceu. Começando no ano 1930, o dilatado governo de Leguía entrava no seu décimo primeiro ano de governo consecutivo. Os sectores operários, diretamente afetados pelo alto custo de vida e a escassez de subsistências e influenciados pelo sindicalismo e o Partido Comunista, foram os primeiros em alçar seu protesto. Isso incentivou o  exército a também mostrar seu descontentamento . Ocorreram varias  ações subversivas e planos de assassinato do presidente.

## Factos
Um dos conspiradores era o tenente coronel Luis Sánchez Cerro, que estava no comando de uma guarnição em Arequipa. Sánchez Cerro era já um conhecido do regime leguísta. Em 1921 e 1922 tinha participado em levantamentos em províncias, em consequência dos quais esteve preso na ilha de Taquile e na de San Lorenzo, mas depois se reconciliou  com o governo, sendo readmitido no exército.
Leguía, em suas memórias, consta que em março de 1930 assinou a ascensão a comandante do então maior Sánchez Cerro, pese à desconfiança que este lhe inspirava, mas afirmando que o fez por recomendação de Foción Mariátegui (considerado o número 2 do leguísmo) e do general Manuel María Ponce Brousset. Leguía suspeitava que Foción Mariátegui tinha conspirado com Sánchez Cerro para perpetrar o golpe de Estado, mas nunca tem tido prova disso.

### Rebelião de Arequipa

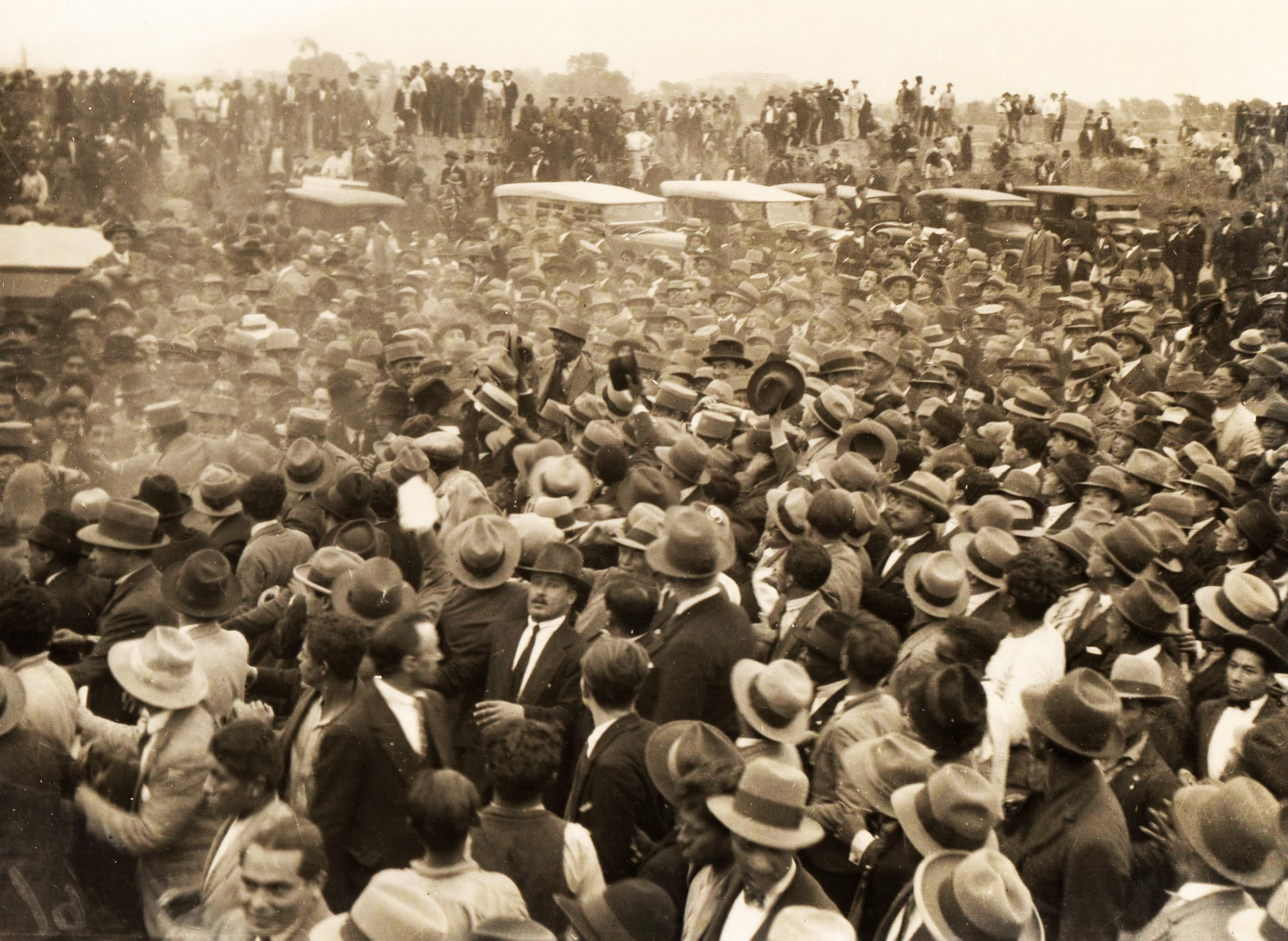
O comandante Luis Miguel Sánchez Cerro com a multidão em Arequipa, o 22 de agosto de 1930.

Nas primeiras horas da manhã do 22 de agosto de 1930, as tropas estacionadas em Arequipa saíram de seus quartéis para fazer exercícios rotineiros. Já na campina, entre o cemitério e Socabaya, o comandante Luis Sánchez Cerro se dirigiu a elas e lhes instou à rebelião para acabar com o Oncenio, regime que, segundo palavras, era uma vergonha para o país. As tropas aprovaram jubilosamente suas palavras e assim foi como estoirou a revolução em Arequipa. Às doze da manhã, Sánchez, à frente dos soldados, ingressou à cidade do Misti, cuja população, reposta de sua inicial surpresa, se dobrou entusiasta ao movimento.
Nesse mesmo dia, Sánchez Cerro deu um decreto subscrito em solitário, pelo que se auto intitulou «Comandante em Chefe do Exército do Sul e Chefe de Governo. Assim mesmo,  ele se autoproclamou «Chefe Supremo Militar e Político», e desde sua «Casa de Governo» em Arequipa, deu outro decreto nomeando seus secretários, quem eram: o major Alejandro Barco (Assuntos Militares); José Luis Bustamante e Rivero (Assuntos Políticos); Manuel A. Vinelli (Assuntos Financeiros e Administrativos); o major Rubén do Castillo (Assuntos Postales e Transmissões); o major Julio Arvoredo Vinhas (Transportes e Comunicações) e Gustavo da Jara (Contratador Geral).
O pronunciamento político dos rebeldes foi redigido pelo jurista arequipenho Bustamante e Rivero e conhece-se com o nome de «Manifesto de Arequipa», que a dizer de Jorge Basadre, é um belo e lírico documento, que causou impressão em todo o país.
O movimento insurgente propagou-se rapidamente pelo sul do país. No dia 23 de agosto pronunciou-se a favor da rebelião a quarta divisão estacionada em Puno, que era a mais numerosa da região. Também em Lima o ambiente era favorável para a revolução.

### Renúncia de Leguía. A Junta Militar do general Ponce
A notícia do levantamento de Arequipa chegou a Lima a noite do mesmo 22 de agosto. O governo dispôs clausula do porto de Mollendo e a suspensão de voos à cidade de Arequipa. No dia domingo 24, Leguía foi ao Hipódromo de Santa Beatriz, como era seu costume habitual todos os fins de semana. Na rua, começou a receber vaias do povo.
Querendo tomar alguma medida para enfrentar a situação, Leguía decidiu formar um gabinete militar, à frente do qual pôs ao general Fernando Sarmiento.O gabinete foi empossado à uma da madrugada do 25 de agosto. A intenção de Leguía era renunciar à presidência perante o Congresso e deixar o poder a mãos de dito gabinete.
Mas simultaneamente, os chefes da guarnição de Lima tinham-se reunido para eleger uma Junta de Governo. Informados da formação do novo gabinete militar, enviaram representantes ao Palácio de Governo para solicitar a Leguía sua imediata renúncia como presidente. Eram as três da manhã do dia 25 de agosto. Produziu-se um tenso diálogo. Leguía finalmente aceitou e renunciou ao poder, que ficou em mãos de uma Junta Militar de Governo presidida pelo chefe de estado maior, general Manuel María Ponce Brousset.
Como medida de proteção  Leguía foi transportado para o cruzador Almirante Grau, que zarpou para o Panamá. No entanto em Arequipa, Sánchez Cerro orientou  energicamente à Junta de Lima para que o fizesse retornar. Mediante o uso da rádio (então uma novidade), o capitão do navio foi obrigado a virar a estibordo quando estava prestes a abandonar as águas peruanas. Leguía foi tomado prisioneiro a bordo do navio e obrigado a desembarcar, sendo internado na ilha de San Lorenzo.
O levantamento de Sánchez Cerro em Arequipa foi um de vários que se estavam sendo planejados em todo o país; sabe-se por exemplo que um em Lima tinha um já programado para setembro. Também se anunciava uma expedição armada proveniente do exterior e integrada por exilados da ditadura leguísta. Sánchez Cerro, conhecido por sua forte personalidade, adiantou-se a todos, e os demais revoltosos quiseram que ele assumisse a direção do país.

### Disputa entre Sánchez Cerro e a Junta de Ponce
Com Sánchez Cerro no comando de uma Junta em Arequipa, e Ponce no comando de outra em Lima, era uma dualidade que complicava a situação política. Desde o ponto de vista hierárquico e castrense, ao general Ponce correspondia-lhe o comando da rebelião, e não a Sánchez Cerro que era só um comandante. Mas a opinião pública maioritária não simpatizava com a Junta de Lima, que era  considerada como um prolongamento do leguísmo, e exigia que concedesses o poder a Sánchez Cerro, que era um caudilho mais carismático.
Contribuía à popularidade de Sánchez Cerro, além de suas dotes de comando e sua fama de militar duro e enérgico, sua marcada fisionomia de mestiço , fazendo que a gente do povo o visse um deles.
A Junta de Ponce chegou a oferecer o Ministério de Guerra a Sánchez Cerro, mas este o recusou. Mediante uma resposta telegráfica, Sánchez Cerro disse que não iria se curvar diante de políticos criollos e que a única opinião que tomava em consideração era a do povo. Em Lima, tinha militares que apoiavam a Sánchez Cerro, os quais tinham como centro a Escola Militar de Chorrillos. Também o Centro de Aviação das Palmas e a Escola Naval respaldavam ao caudilho de Arequipa.

## Consequências
Finalmente, o 25 de agosto de 1930, Sánchez Cerro tomou um avião em Arequipa e dirigiu-se a Lima, onde foi recebido alegremente por seus partidários. Sua chegada acelerou o fim da Junta de Ponce. Produziram-se em Lima grandes manifestações populares celebrando a queda do Oncenio e cumprimentando ao novo líder.
O 27 de agosto, Sánchez Cerro instalou em Lima a Junta Militar de Governo, iniciando sua presidência. Mediante um estatuto expedido no decreto lei N.º 6874 de 2 de setembro de 1930, a Junta de Governo assumiu as atribuições constitucionais dos poderes Executivo e Legislativo e outorgou a seu chefe a categoria de presidente da República e presidente do Conselho de Ministros.
Entre as medidas urgentes que tomou o novo governo foi a liquidação do Oncenio, destituindo a servidores públicos do regime leguísta e a repressão aos inimigos  do presidente destituído, e foram revogadas as leis impopulares da ditadura. Assim mesmo, Augusto Leguía foi transportado no dia 16 de setembro para a  Penitenciaria de Lima, onde passaria o resto de sua  vida.
Como consequência foi promulgada a Constituição de 1933, que estabeleceu o voto secreto no Peru, embora o autoritarismo militar continuou.